# Gare d'Inariyama-kōen
La gare d'Inariyama-kōen (稲荷山公園駅, Inariyama-kōen-eki) est une gare ferroviaire de la ville de Sayama, dans la préfecture de Saitama au Japon. Elle est exploitée par la compagnie Seibu.

## Situation ferroviaire
La gare d'Inariyama-kōen est située au point kilométrique (PK) 35,9 de la ligne Seibu Ikebukuro.

## Histoire
La gare a été inaugurée le 1er avril 1933.

## Services aux voyageurs

### Accès et accueil
La gare dispose d'un bâtiment voyageurs, avec guichet, ouvert tous les jours.

### Desserte
- Ligne Seibu Ikebukuro :
  - voie 1 : direction Tokorozawa, Nerima (interconnexion avec la ligne Seibu Yūrakuchō pour Kotake-Mukaihara, Shibuya ou Shin-Kiba) et Ikebukuro
  - voie 2 : direction Hannō et Seibu-Chichibu